# Canon EOS 250D
La Canon EOS 250D, conocida como EOS Rebel SL3 en América, EOS Kiss X10 en Japón y EOS 200D Mark II en Australia, es una cámara réflex digital anunciada por Canon el 10 de abril de 2019. Reemplaza a la EOS 200D.

## Características
Al igual que la EOS 90D, fue la primera de su línea (EOS 100D, EOS 200D), en trabajar con archivos RAW .CR3 en vez de .CR2. También es la primera de su gama en grabar 4K 25/30p, pero a diferencia de la 90D, con recorte en el centro como en la EOS M50.
Sus características más destacadas son: 
- Sensor CMOS APS-C con 24.1 megapíxeles efectivos
- Procesador de imagen DIGIG 8
- Campo del visor de 95% con magnificación de 0,87x
- Grabación de vídeo: 4k (con recorte) a 25 fps, 30 fps (PAL / NTSC), y Full HD 1080p hasta 50/60 fps
- Grabación de vídeo-time lapse a 4k y Full HD 1080
- 5.0 fps en disparo continuo
- Jack de 3,5mm para micrófonos externos o grabadoras
- Sensor de autoenfoque de 9 puntos y 1 central en cruz
- Dual Pixel con detección de cara y ojo
- Focus Peaking (Realzado de enfoque) en modo Enfoque Manual
- Duración de la batería: 1070 disparos (CIPA) Vídeo: 2h30min
- Conexión inalámbrica Bluetooth y Wi-Fi

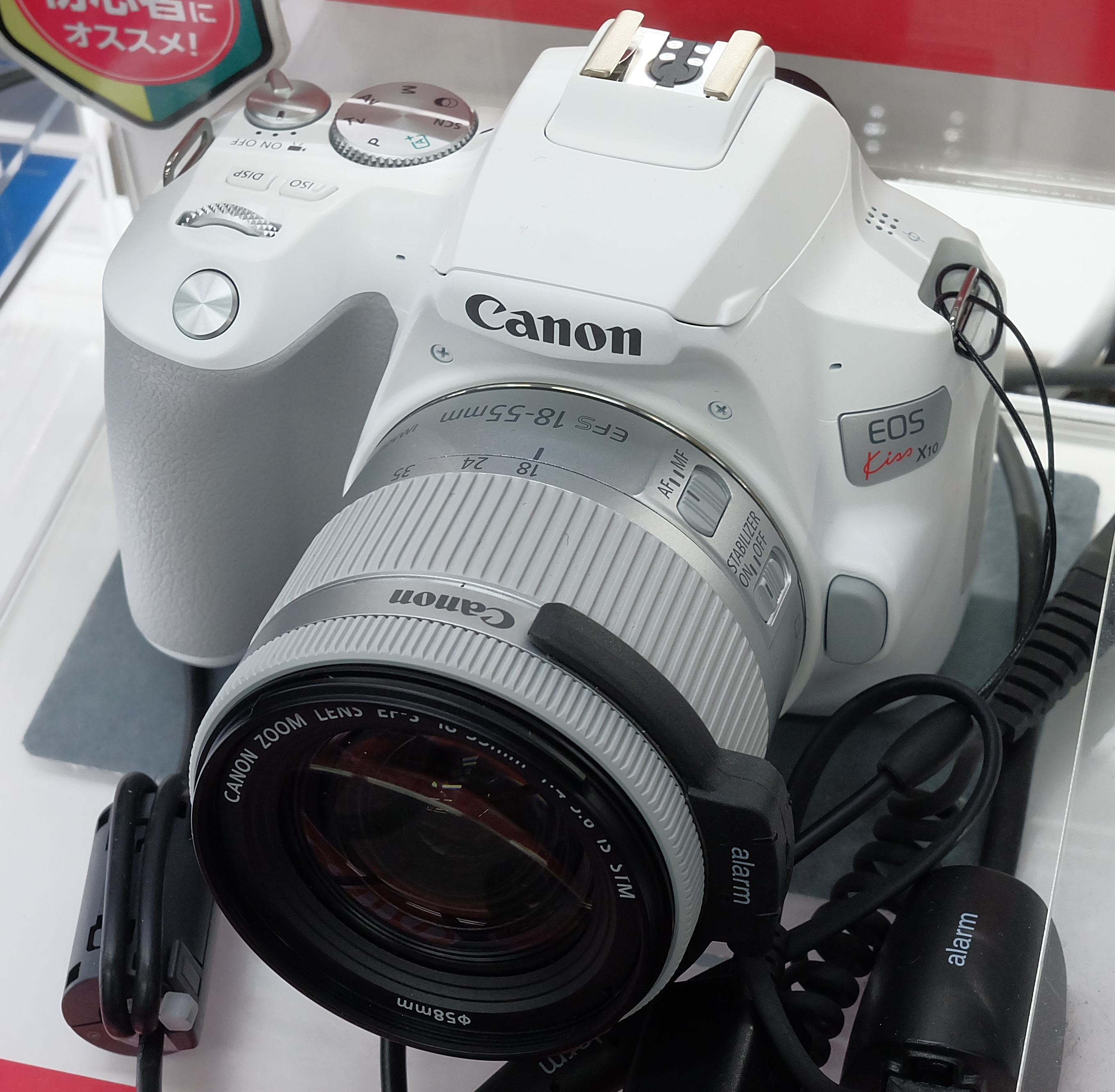
cámara en blanco
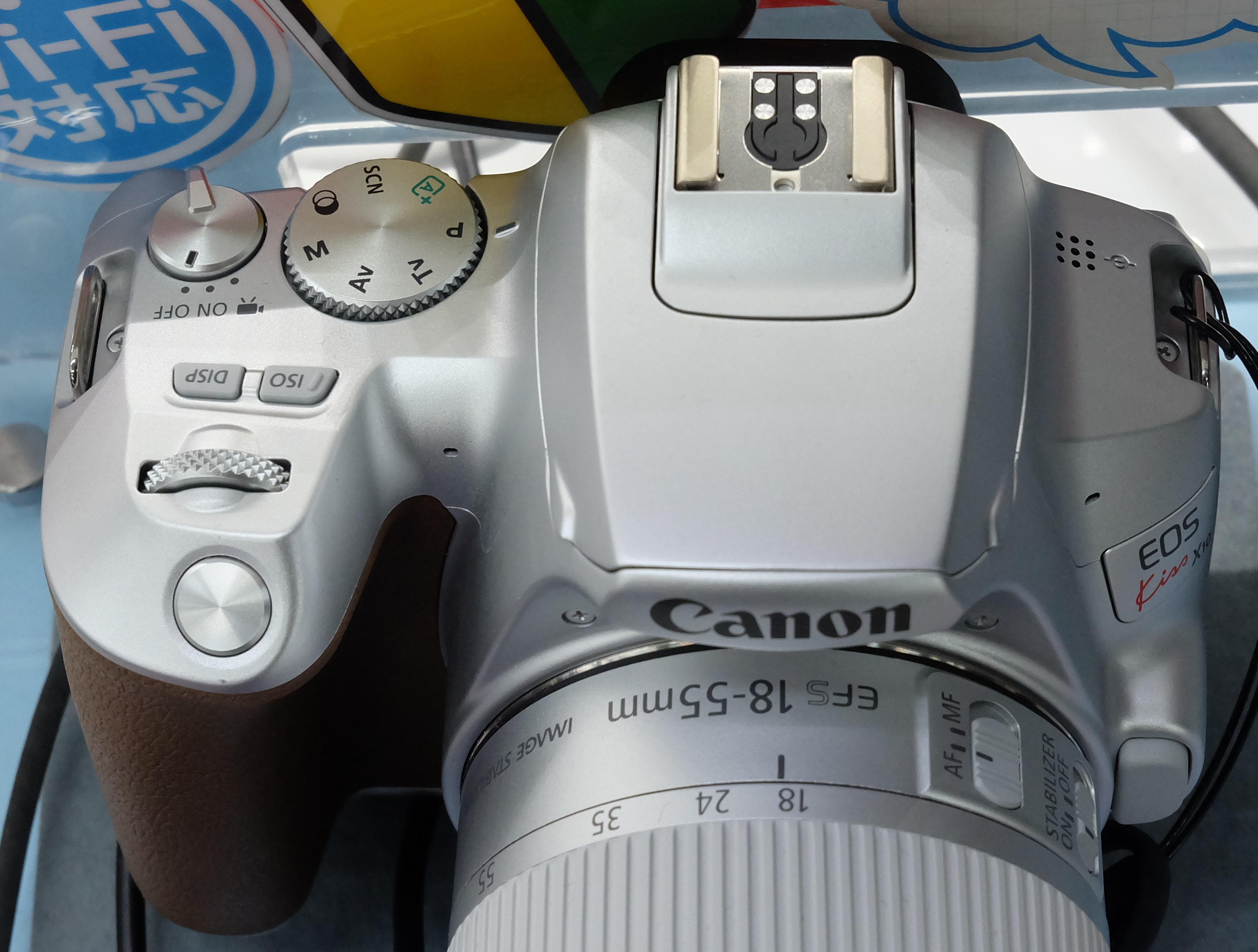
en gris
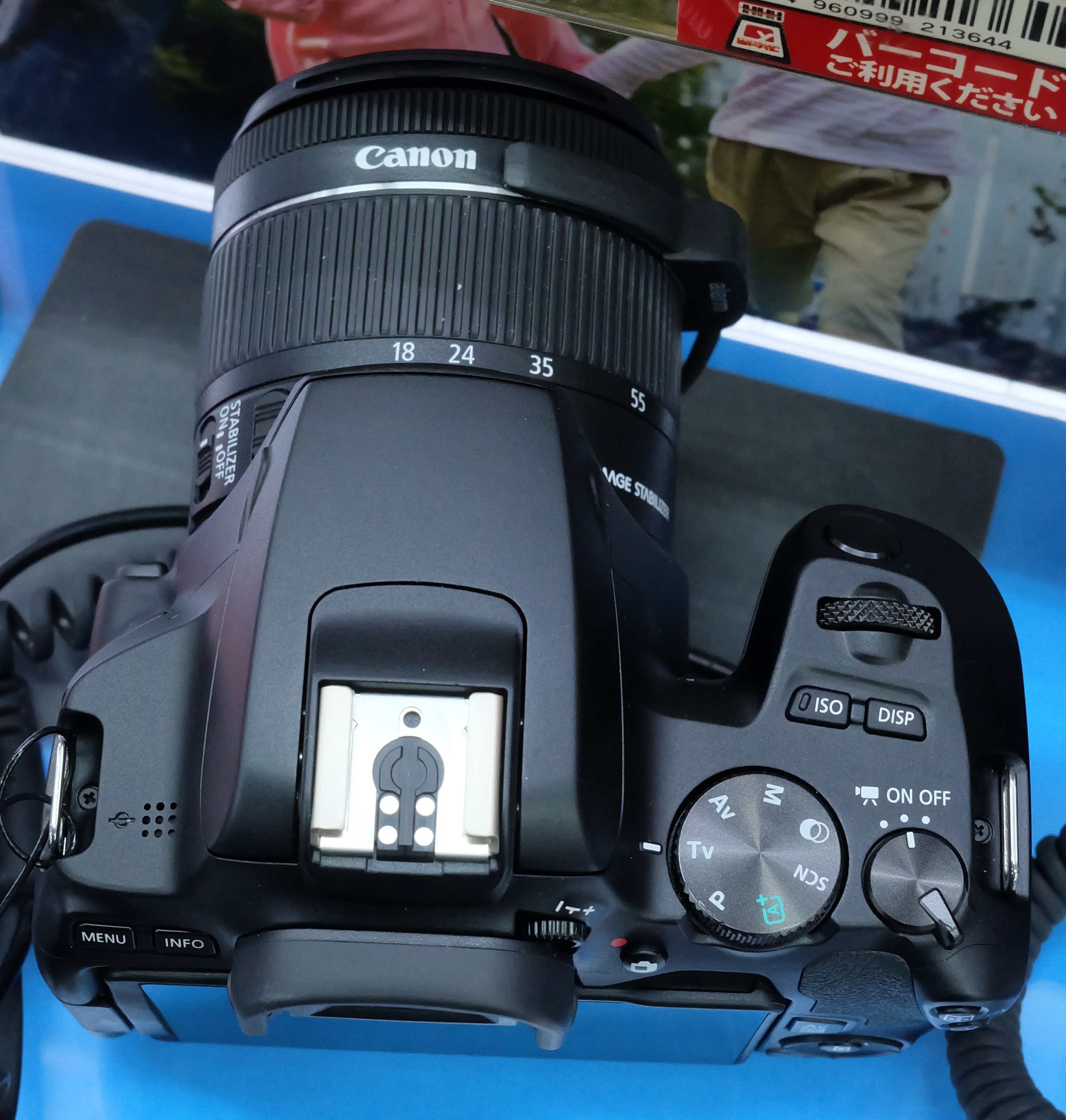
parte superior sin pin central
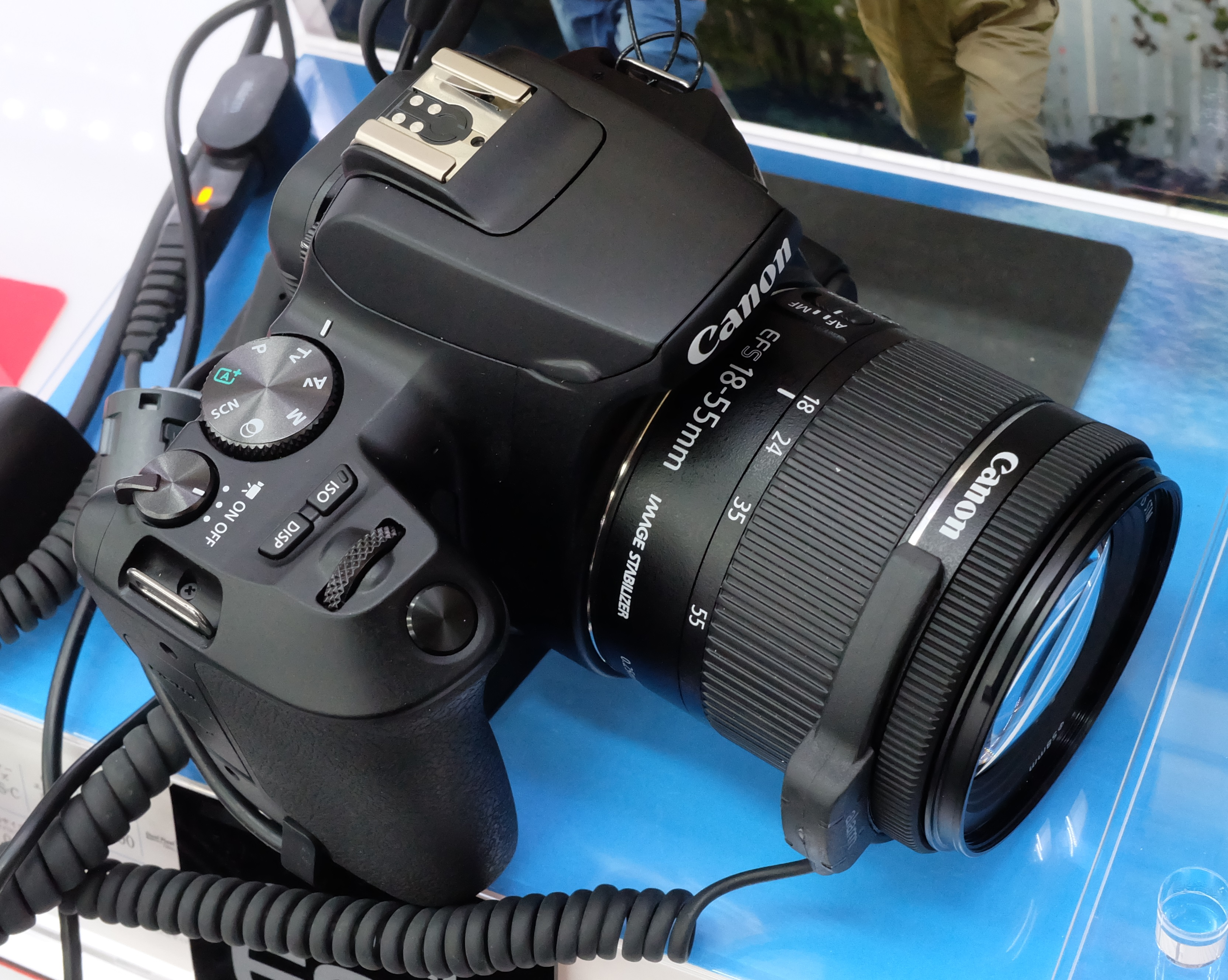
superior izquierda
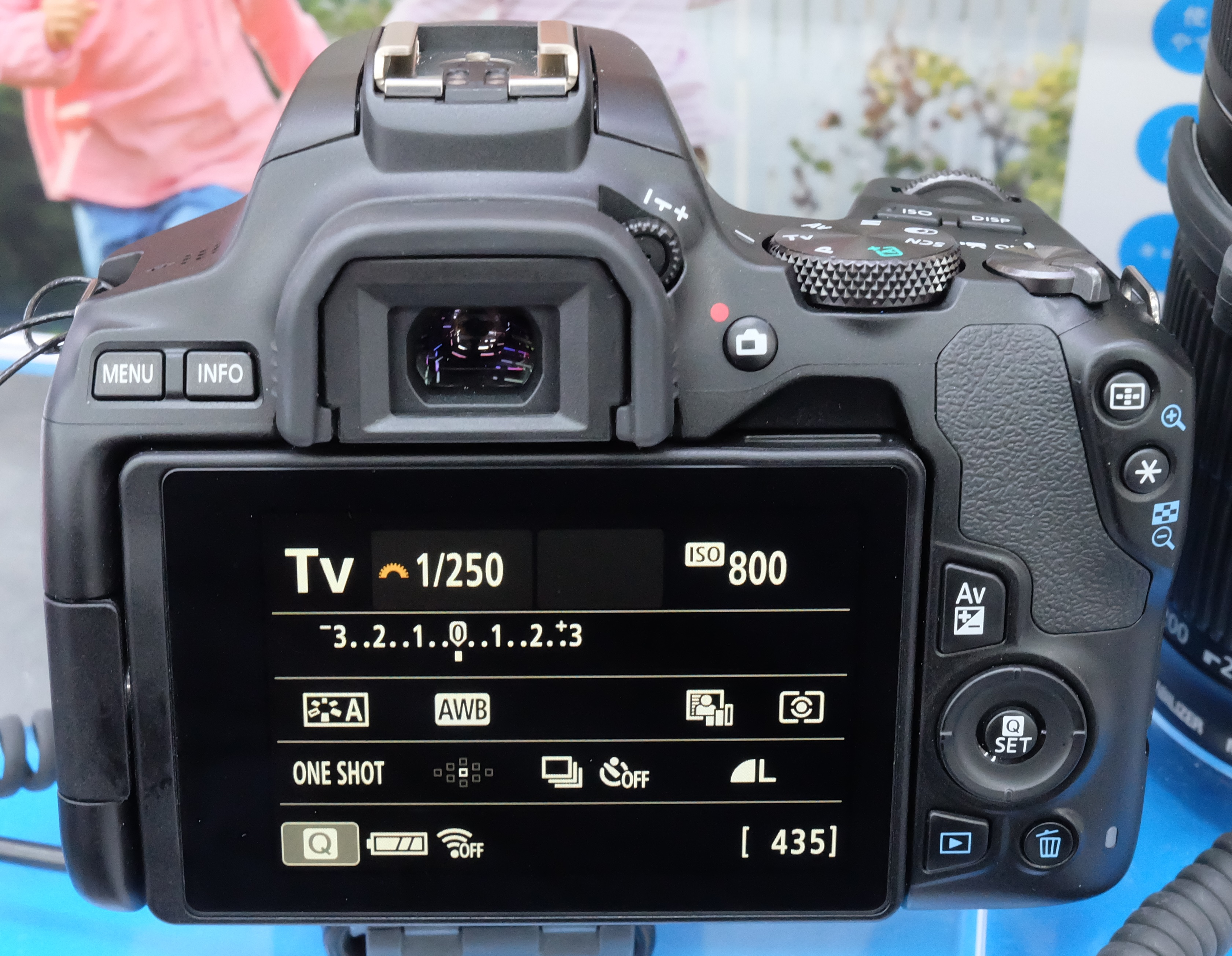
trasera
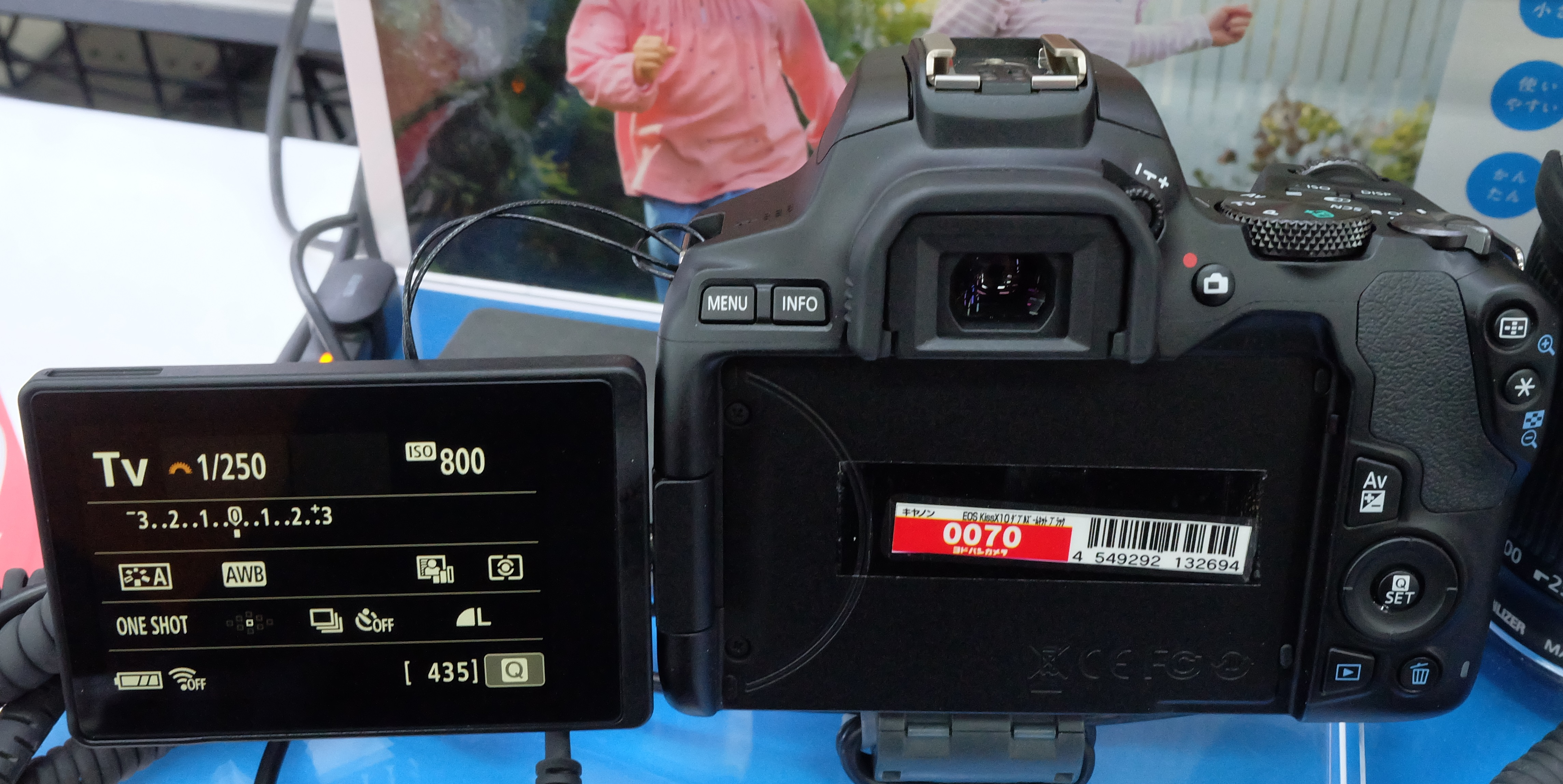
pantalla girada a la izquierda

## Incompatibilidad con algunos flashes
Como en la EOS 2000D y la 4000D (y a diferencia de la 100D y 200D), la 250D carece del conector central de la zapata de flash universal, reduciendo así el número de flashes compatibles con la cámara. Con esto, los flashes TTL de cualquier marca funcionan sin problemas, pero no los manuales.